# Hans Horn (Regisseur)
Hans Horn (* 11. Juni 1968) ist ein deutscher Filmregisseur, Filmproduzent und Filmeditor.

## Leben
Hans Horn absolvierte zunächst erfolgreich einen Studiengang in der HFF München, den er im Jahr 1997 abschloss. Zuvor war jedoch bereits seit Beginn der 1990er-Jahre als Regisseur in Erscheinung getreten. Horn ist vor allem bekannt für die Regie bei Kriminalfilmen, war jedoch auch mit der Erstellung von Werbefilmen betraut. Neben der Regie war Hans Horn bei einigen Filmen auch für die Produktion, den Ton oder den Schnitt verantwortlich. Zu seinen bekanntesten Werken als Regisseur zählen Open Water 2 und Die Tote im Moorwald.

## Filmografie (Auswahl)
- 1997: Bandits (Regie 2. Stab)
- 1997: Easy Day (Regie, Drehbuch, Produzent)
- 1999: Der Bunker – Eine todsichere Falle (Regie)
- 2006: Open Water 2 (Regie)
- 2010: What a Man (Schnitt)
- 2011: Die Tote im Moorwald (Regie)
- 2012: Messner (Schnitt)
- 2016: Marie Curie (Schnitt)
- 2019: Play (Schnitt)
- 2023: Wochenendrebellen (Schnitt)
- 2025: Brick (Schnitt)